# 中村正男
中村 正男（なかむら まさお、1931年（昭和6年）8月17日 - 2017年（平成29年）2月7日）は、日本の政治家。衆議院議員（4期）、大蔵政務次官（細川内閣）、民主党大阪府連顧問、電機労連顧問を務めた。

## 経歴
大阪市東成区（現生野区）で生まれる。1953年、大阪府立西野田工業高等学校を卒業。
1952年、松下電器に入社。1965年、松下労働組合本部中央執行委員となり、さらに同副執行委員長を務めた。その後、電機労連で、政策企画局長を最後に政界転出。1983年第37回衆議院議員総選挙に日本社会党で初当選。1993年細川内閣の大蔵政務次官就任。1996年旧民主党結成に参加。4期目の途中で体調を崩し、1996年の選挙には出馬せず政界引退。晩年は民進党大阪府連顧問を務めた。

## 栄典
- 2001年 - 勲二等瑞宝章受章
- 2017年 - 叙従四位[5]

## 元秘書
- 平野博文（鳩山由紀夫内閣官房長官）